# レモン、オレンジ、バラのある静物 (スルバラン)
『レモン、オレンジ、バラのある静物』（レモン、オレンジ、バラのあるせいぶつ、西: Bodegón con cidras, naranjas y rosa, 英: Still Life with Lemons, Oranges and a Rose）は、スペインのバロック絵画の巨匠フランシスコ・デ・スルバランが1633年にキャンバス上に油彩で制作した絵画である。1930年までアレッサンドロ・コンティーニ＝ボナコッシ 氏のコレクションにあったが、その後、氏の相続者を経て1970年以来、米国カリフォルニア州パサデナにあるノートン・サイモン美術館に所蔵されている。スルバランの署名のある唯一の静物画で、この分野の傑作とみなされている。

## 作品
独立した静物画は、スルバランの絵画においてはごく小さな役割しか果たしていない。画家に帰属される静物画で確かなものは五指に満たず、署名と年記のあるものは本作のみである。作品数が少ない理由は、当時、静物画は人物画に比べて劣るものとみなされていたという事実に求めることができるであろう。スペインの画家・理論家であったフランシスコ・パチェーコは、1649年にセビリアで出版された『絵画論』の中で、こうした立場を表明している。
絵画は3つの事物のまとまりを表している。4つのレモンの載ったピューターの皿、オレンジの籠、カップの水とバラの載ったピューターの皿である。3つの事物のまとまりはそれぞれが等距離に配置され、ピラミッド型構図のために空間的、幾何学的均衡を形成している。 それらは暗色を背景にしてテーブルに置かれている。強い光が画面左側から射し込み、対象の形、色、材質を極めて迫真的にしており、鑑賞者はそれらを掴み、互いに対比させてみずにはいられないほどである。しかし、自然の法則の不可解な停止によって、光線は背景に浸透するにはいたらず、そのために生じた暗闇と明るく照らし出された事物との対比は、それらの量感を強める結果となっている。スルバランは彼の芸術を通して鑑賞者を現実から超現実へと導くと同時に、陳腐な対象に非日常的性格を与えている。

## 評価
アンドレアス・プラター (Andreas Prater) は以下のように記述している。
| 「 | スルバランは事物を互いに隔離している。構図さえ、過度に人工的ではないにしても意識的な配置であるように見える。暗色の地を背景に事物は完全に静的で、日常生活の文脈から引きはがされたように見える。事物を所有する人間のための場所はここにはない。 | 」 |

ノーマン・ブライソン (Norman Bryson) は以下のように記している。
| 「 | 『レモン、オレンジ、カップ、バラ』は非常に純粋で完璧に構成された視覚的領域を持っているので、お馴染みの事物が変容する、あるいは (不可避の言葉でいうなら) 実体化する間際のように見える。神聖なもの、永遠性なるものに至近の位置にあって、それらは正に通常の人間的なるものとは袂を分かっている。 | 」 |

スルバランの作品の多くはキリスト教的主題を持っており、17世紀のカトリック教徒にとって本作の事物の3つのまとまりは三位一体を示唆するものとして即座に理解されたであろう。作品はまた聖母マリアへのオマージュとして解釈されてきた。オレンジと水は彼女の純潔性を、トゲのないバラは「無原罪の御宿り」を象徴する。
モートン・ローリゼンは『ウォール・ストリート・ジャーナル』に以下のように記述した。
| 「 | ...この作品の事物は聖母マリアへの象徴的捧げものである。彼女の愛、純潔性、貞淑性はバラとカップの水によって表現されている。レモンは復活祭の果物で、花咲くオレンジとともに一新された生命を示唆する。テーブルは象徴的な祭壇である。 | 」 |

ローリゼンは、この絵画を彼のオ・マグヌム・ミステリウムのコーラスの舞台の主な霊感源とした。